# The Converted Deacon
The Converted Deacon é um curta-metragem mudo norte-americano de 1910, produzido pela Thanhouser Company. O filme conta a história da filha que desobedece ao pai ao se associar ao teatro e se torna uma estrela no palco. Ela mantém segredo, mas o pai chega na cidade e a leva para casa porque sua mãe está doente. John DeLacy segue sua casa e se disfarça para garantir uma posição na fazenda. Um jornal revela a fama da filha e só depois de uma música e dança a raiva do pai diminui e permite que os dois amantes se casem. Pouco se sabe sobre a produção do filme, mas os filmes de Thanhouser foram distinguidos como os melhores das empresas independentes no The New York Dramatic Mirroreditorial. O filme foi lançado em 15 de julho de 1910 e teve uma recepção mista. O filme é atualmente considerado perdido.

## Enredo
Embora o filme se presuma perdido, uma sinopse sobreviveu em The Moving Picture World de 16 de julho de 1910. Ela afirma: "May Sanders é filha de um fazendeiro, Deacon Sanders, que é quase tão pobre quanto ele é religioso. May vai para a cidade em busca de emprego, e seu pai a avisa para evitar teatros e más companhias. Seu primeiro emprego é uma empregada doméstica na casa da Sra. Carr, esposa de um gerente teatral. A Sra. Carr descobre que May canta e dança excepcionalmente bem , e o marido dela coloca May no palco. Ela faz sucesso desde o início. Ela também anexa os afetos de John DeLacy, um jovem rico. Mas ela não ousa contar aos pais sobre sua nova vocação. As coisas se arrastam até o diácono chega inesperadamente à cidade. May ainda finge ser a empregada da Sra. Carr, e o pai a encontra em casa quando ela liga. Ele diz a ela que sua mãe está doente e que ela é necessária em casa. Ela vai e é prontamente colocado para trabalhar na fazenda. John segue sua namorada para o campo y, e estar perto dela, finge ser pobre e consegue um emprego na fazenda. O jornal dá ao diácono uma pista do mistério e ele se prepara para repudiar a filha. Mas quando ela canta e dança, sua raiva derrete, ele perdoa May e John, que mais tarde se casam com uma bênção paternal."

## Produção
O escritor do cenário é desconhecido, mas provavelmente foi Lloyd Lonergan . Lonergan era um jornalista experiente empregado pelo The New York Evening World enquanto escrevia roteiros para as produções de Thanhouser. O diretor de cinema e o cinegrafista são desconhecidos e nenhum crédito conhecido do elenco é citado pelo historiador do cinema, Q. David Bowers. Os membros do elenco podem ter incluído os atores principais das produções Thanhouser, Anna Rosemond , Frank H. Crane e Violet Heming.
Apesar da falta de detalhes de produção, a qualidade dos filmes de Thanhouser em geral se destacou entre os produtores independentes. Um editorial de "The Spectator" no The New York Dramatic Mirror elogiava especificamente as produções de Thanhouser ao declarar: "... praticamente todas as outras empresas americanas independentes, exceto Thanhouser, mostram pressa e falta de pensamento em sua produção. Histórias rudes são grosseiras manuseados, dando a impressão de que são apressados - qualquer coisa para deixar mil pés de negativos prontos para o mercado. Tais fotos, claro, não custam muito para produzir, mas não são de classe para fazer reputação . A empresa Thanhouser, única dos Independentes, mostra um esforço consistente para fazer coisas que valham a pena ... ”. O editorial advertiu que o público americano não estava sujeito a se divertir com a novidade das imagens em movimento e advertiu os Independents de que havia um perigo distinto na quantidade do que na qualidade. O editorial foi escrito por Frank E. Woods da American Biograph Company , uma empresa licenciada e, como a própria publicação, tinha uma inclinação considerável para as empresas licenciadas.

## Lançamento e recepção
O drama de um único rolo, de aproximadamente 300 metros de comprimento, foi lançado em 15 de julho de 1910. O filme teve um amplo lançamento nacional nos Estados Unidos, cinemas exibindo anúncios incluindo aqueles em Kansas, Carolina do Norte, Maryland, Indiana, Pensilvânia, Arizona, e Missouri. Um dos últimos anúncios do filme foi em Neosho, Missouri, em 14 de maio de 1913.
O filme teve recepção mista nas publicações comerciais, mas alguns anúncios ostentariam o poder do filme ou chegariam a chamá-lo de um grande drama americano. The Moving Picture News declarou: "Como um esboço de gente do campo, admirável porque é verdade. As situações são bem resolvidas. A conversão! Poderia ser? Uma reunião da igreja da Nova Inglaterra seria um bom lugar para expor e - pergunte." Embora o crítico no The New York Dramatic Mirrorno entanto, discordou de que a premissa era plausível, "Um velho diácono [heterossexual] constitui o elemento complicador nesta história bastante convencional e bastante improvável. O fato de uma menina poder se tornar uma estrela de ópera cômica sem o conhecimento de seus pais é uma tensão para o imaginação. Que uma dancinha simples como a da foto pudesse efetuar tal conversão é outro imposto sobre a crença. A atuação é boa, especialmente no papel de heroína. O diácono exibe uma tendência não natural em um personagem tão severo quando ele beija arrebatadamente a fotografia de sua filha." Não se sabe se o personagem do diácono Sanders é realmente um diácono da igreja, porque a sinopse afirma que o diácono Sanders é um fazendeiro "quase tão pobre quanto religioso".